# 米赫涅沃
米赫涅沃（羅馬化：Mikhnevo）是俄罗斯莫斯科州的市级镇，属州辖市斯图皮诺市（城市区），地处莫斯科州南部，在区行政中心斯图皮诺西北、州府莫斯科东南方，镇内设有同名铁路车站。伏尔加河流域内奥卡河一支流卡希尔卡河（Каширка）流经该镇。
该地2021年人口有11,019人；2010年人口11,267；2002年人口10,831；1989年人口9,192。